# Hanomag-Henschel
La société Hanomag-Henschel-Fahrzeugwerke GmbH plus connue sous le nom Hanomag-Henschel était un constructeur allemand de véhicules industriels, véhicules utilitaires et camions, créé à Hanovre à la suite de la fusion, en 1969, des constructeurs de camions Hanomag et Henschel.
Après sa mise en faillite en 1970, la société sera reprise par Daimler-Benz AG en 1971. La marque "Hanomag-Henschel" a disparu en 1974 bien que plusieurs modèles soient restés en production jusqu'en 1978. Ils ont tout simplement été rebadgés Mercedes-Benz.

## Histoire

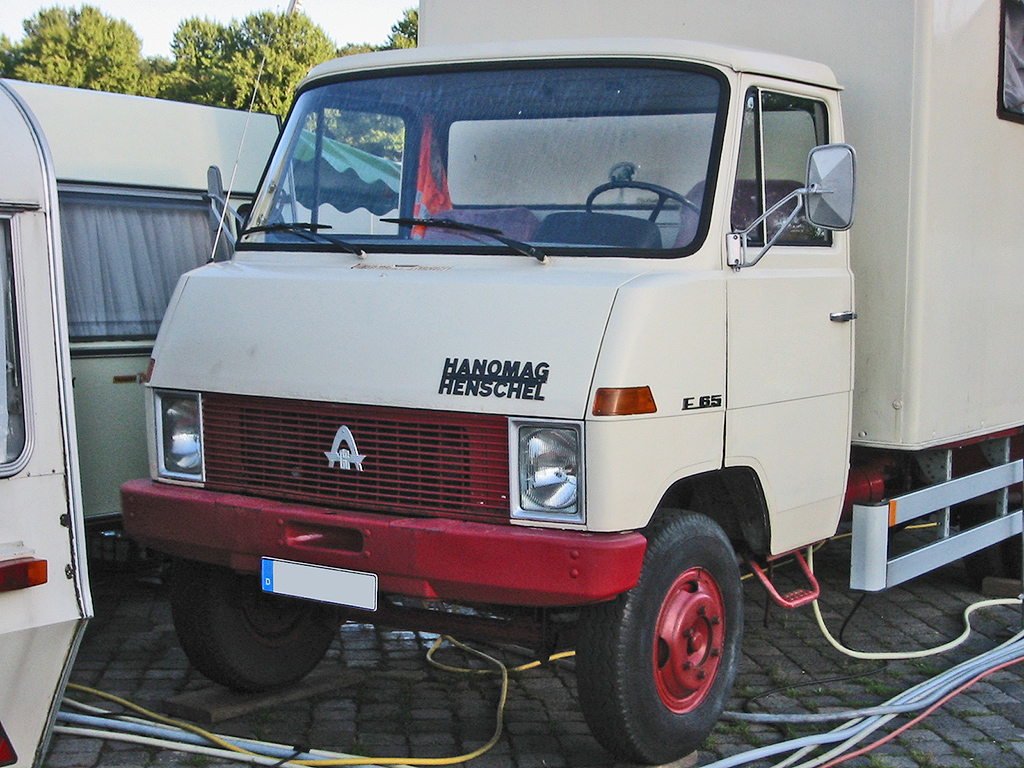
Un F 65, dont le logo Rheinstahl Hanomag a probablement été ajouté)

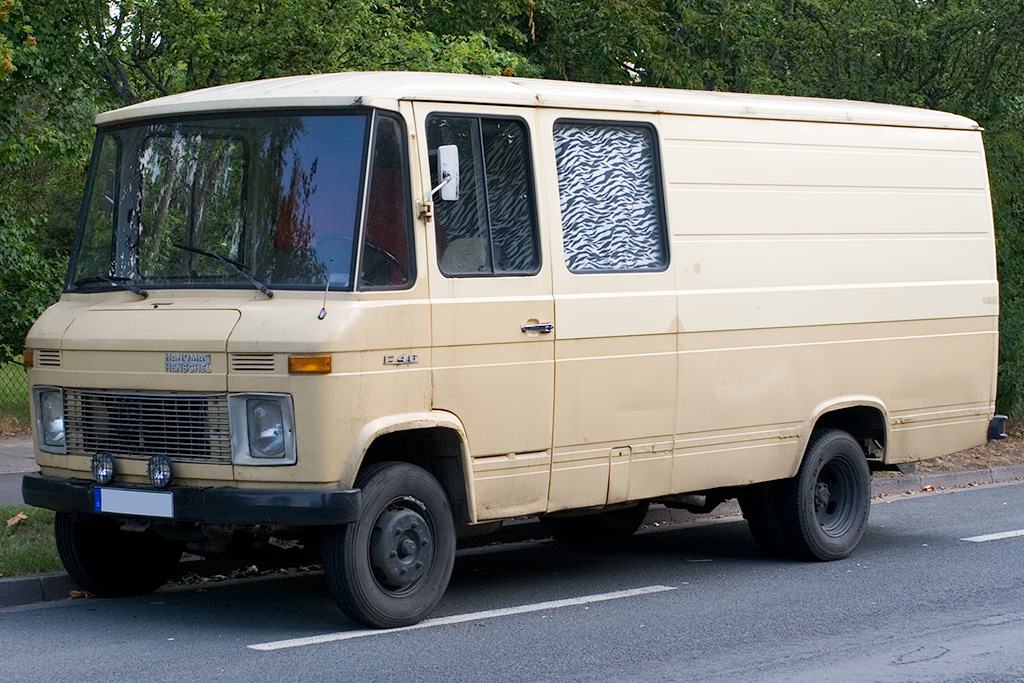
Le "Düsseldorf Transporter", Mercedes-Benz a été fabriqué de 1970 à 1974 par Hanomag-Henschel

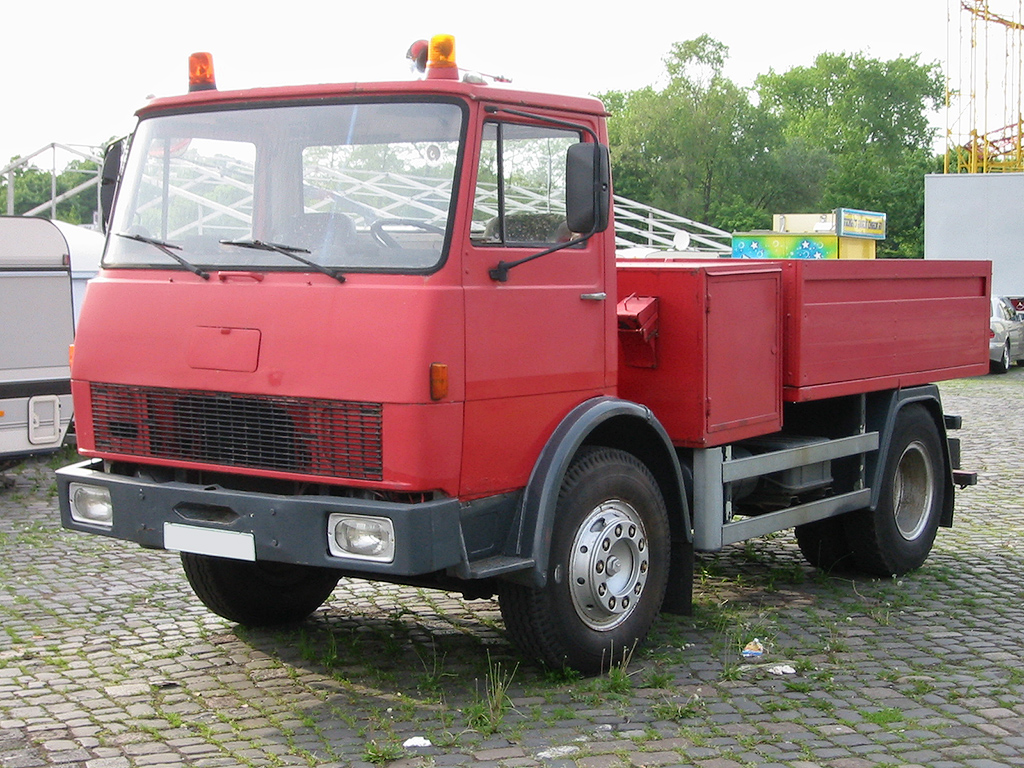
Modèle de camion mi-lourd de Hanomag-Henschel

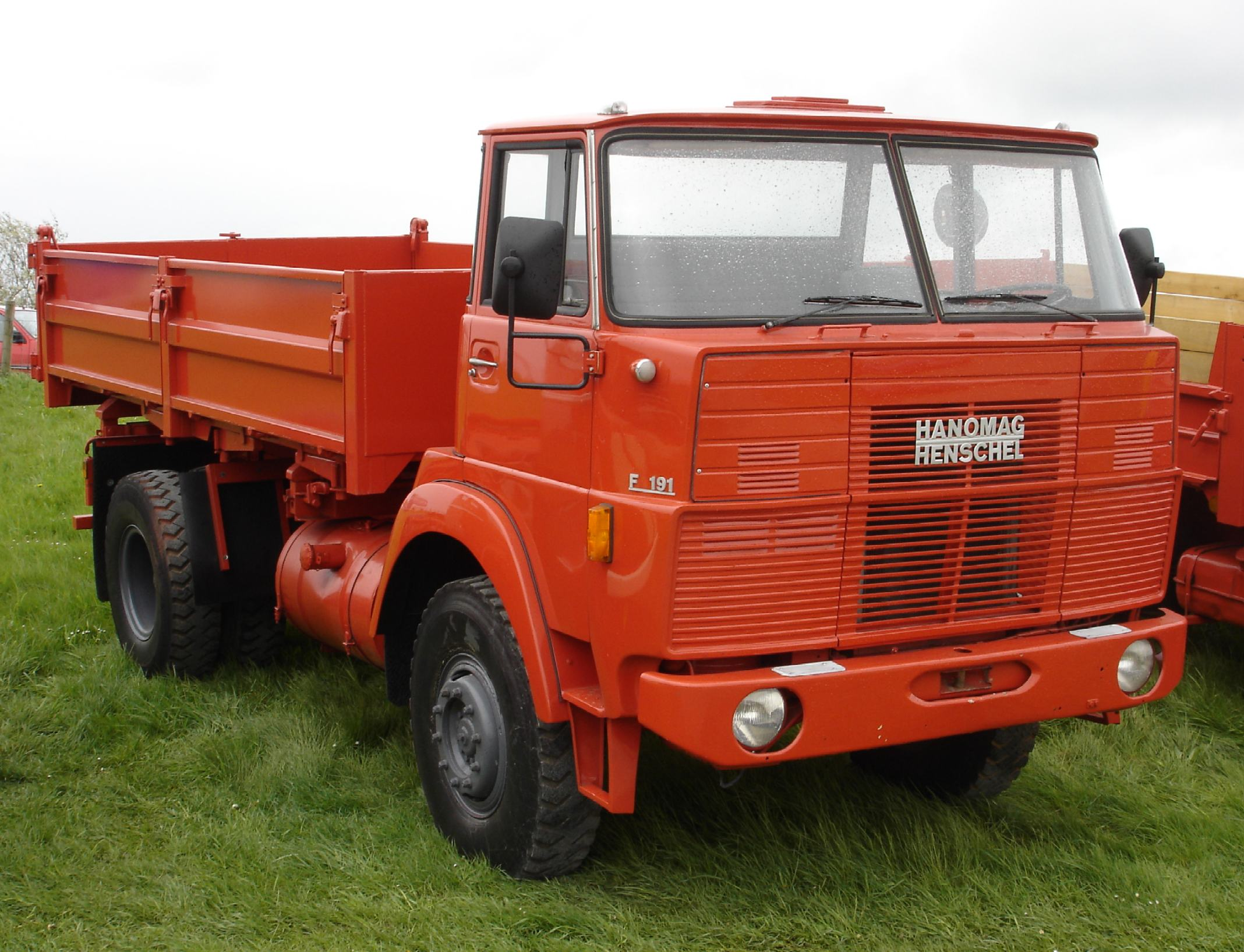
La 1re série du F191 avec cabine nervurée

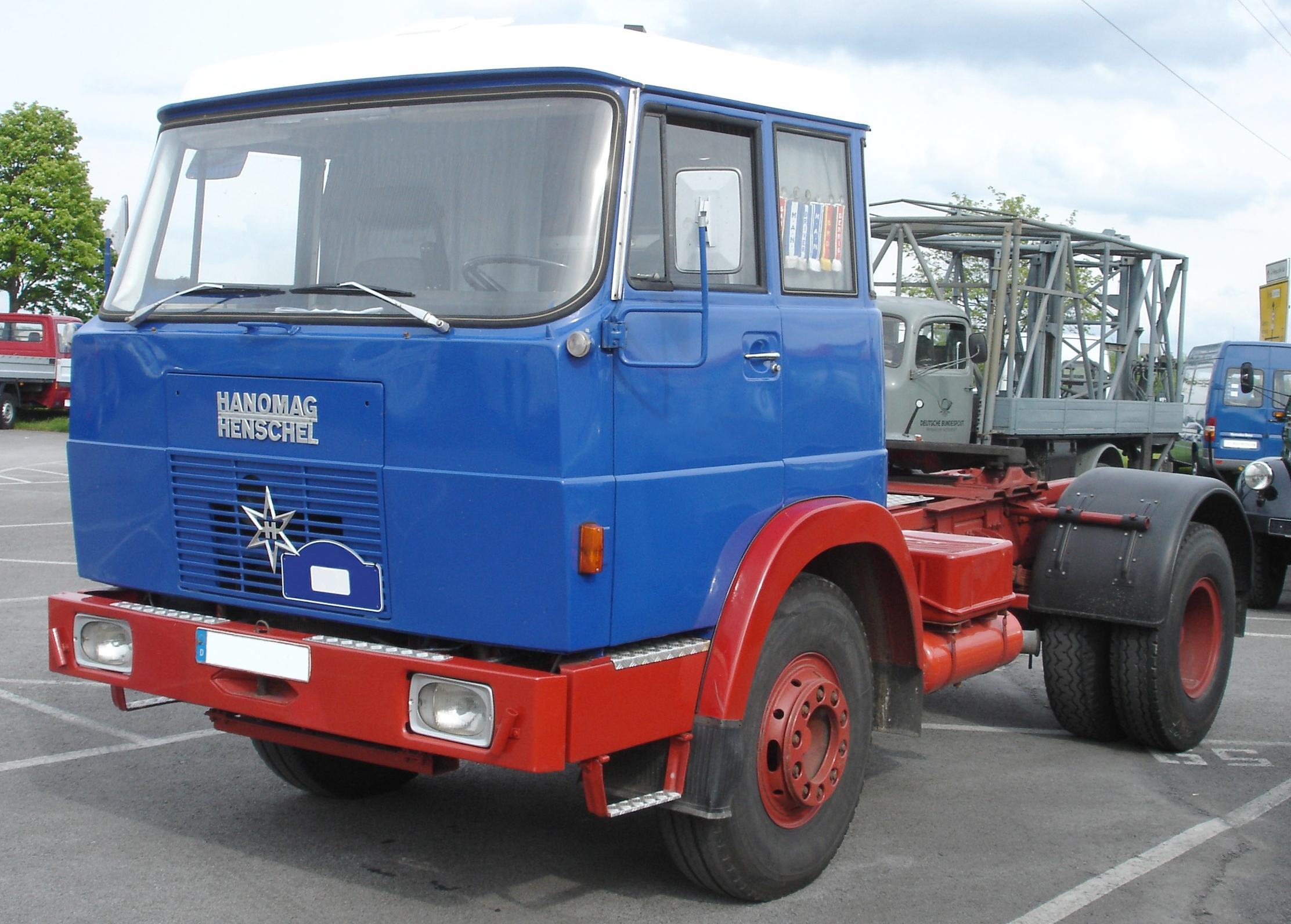
Un F161S avec la calandre lisse

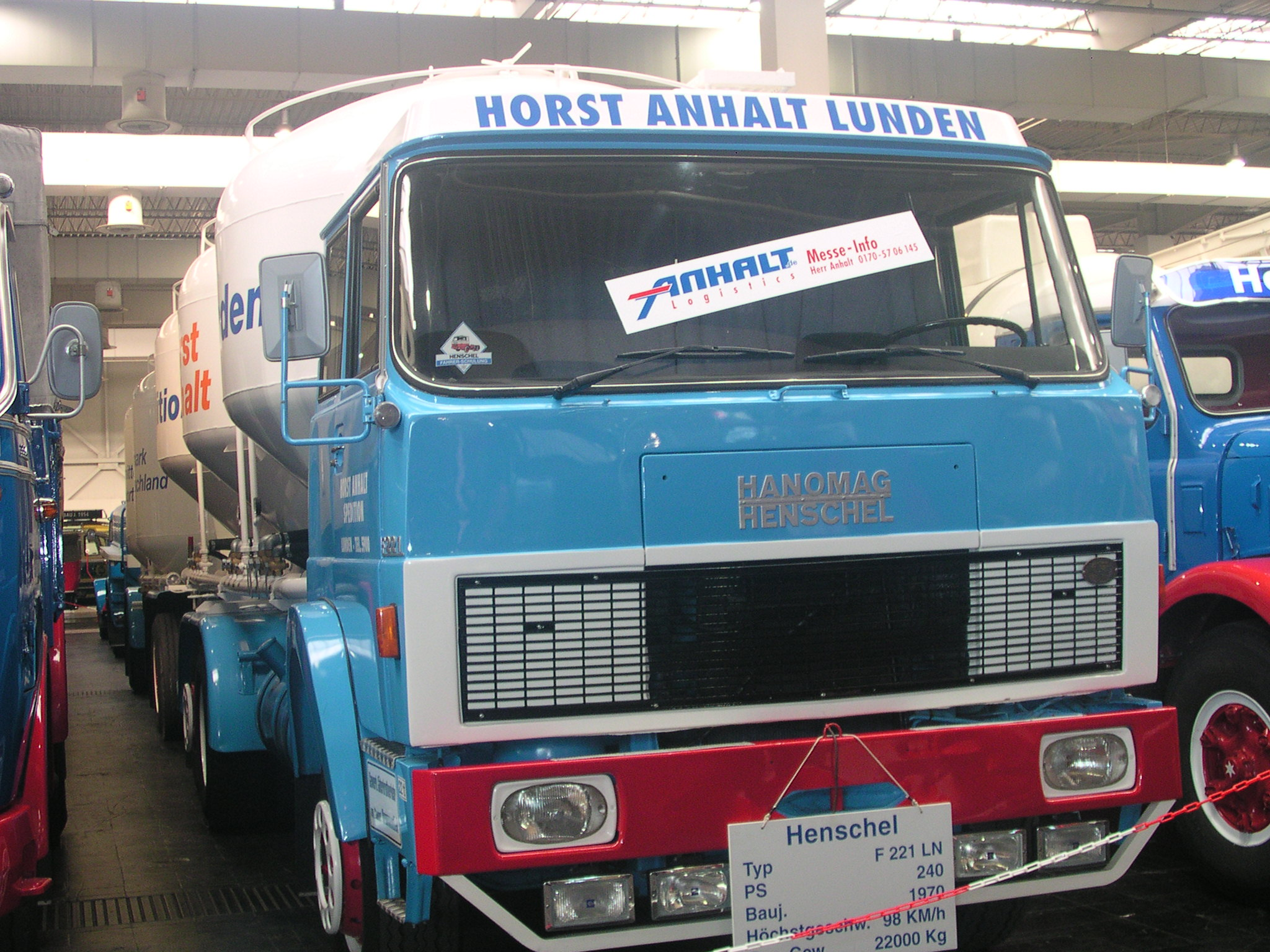
Un F221LN avec une large grille de calandre

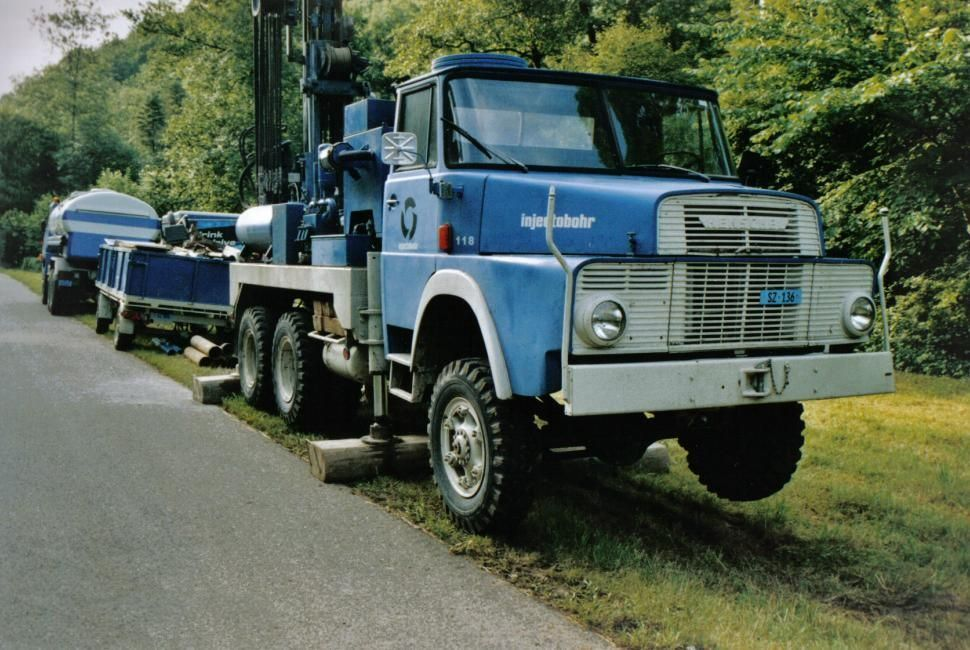
Un Hanomag Henschel à capot construit sous la marque Henschel

### Création de la société
La société Hanomag a été fondée en 1871 à Hanovre et a débuté la production de camions en 1905. La production basée sur des moteurs à vapeur s'arrête en 1908 et ne reprendra qu'en 1925 avec un petit camion équipé d'un moteur à essence. C'est pendant la Seconde Guerre mondiale qu'Hanomag connaîtra un franc essor avec les commandes de l'armée nazie. À la fin des années 1960, Hanomag rachète son concurrent "Tempo", constructeur de véhicules utilitaires légers. À cause de nouvelles difficultés financières, Hanomag fusionne avec Henschel en 1968, société connue puisqu'il lui avait déjà cédé sa division matériel ferroviaire en faillite en 1930. Cette nouvelle entité est à nouveau en faillite en 1969 et est reprise par Daimler Benz AG en 1970. Mercedes-Benz conservera la marque jusqu'en 1974 et les modèles resteront en fabrication jusqu'en 1978. Mercedes n'ayant, à l'époque, pas de modèles équivalents dans sa gamme, ceux d'Hanomag-Henschel sont venus compléter la gamme très pauvre de Mercedes-Benz.
L'histoire retient qu'il y eut fusion entre Hanomag et Henschel. Il serait plus exact de parler de prise de contrôle d'Hanomag par Henschel. Mais à l'époque, Hanomag était beaucoup plus connu qu'Henschel, d'où la juxtaposition des deux noms pour la nouvelle marque.
À la suite de la crise de l'acier en Allemagne à la fin des années 1960, Hanomag-Henschel, à peine créée, a besoin d'argent et se met à la recherche d'un partenaire solide financièrement. Des négociations sont amorcées avec Magirus-Deutz qui échoueront, puis avec British Leyland qui était déjà dans une situation très difficile. Les négociations avec Leyland ont attiré l'attention de Daimler-Benz AG qui a vu une concurrence sérieuse en cas d'accord avec le constructeur britannique. Pour éviter que Leyland ne mette pied sur le marché allemand, Daimler-Benz a négocié un contrat avec les producteurs d'acier du Rhin.
Le 1er avril 1969, l'actionnaire majoritaire d'Henschel a transformé la division véhicules industriels "Hanomag-Henschel" en une société indépendante Hanomag-Henschel-Fahrzeugwerke GmbH avec son siège social à Hanovre. Pour éviter la dissolution de la nouvelle société en faillite, Daimler-Benz prend une participation de 51 % dans Hanomag-Henschel et de plus de 25 % dans le reste du groupe Rheinstahl Hanomag. C'est ainsi que les véhicules Hanomag-Henschel inchangés ont arboré peu de temps plus tard le logo à l'étoile.
Les usines Hanomag-Henschel étaient implantées :
- Hanovre, usine mère d'Hanomag pour la fabrication de moteurs,
- Hambourg-Harburg, ancienne usine "Tempo-Werk", constructeur racheté par Hanomag),
- Brême-Sebaldsbrück, ancienne usine Borgward rachetée par Hanomag,
- Cassel (Hesse), l'usine principale de Henschel.

Alors que l'industrie du camion allemand avait maintenu une certaine répartition "consentie" des gammes de véhicules, avec des constructeurs comme Borgward, Opel et Hanomag qui étaient cantonnés dans le secteur des camionnettes et fourgonnettes jusqu'aux petits camions, tandis que MAN, Bussing, Magirus-Deutz et Henschel se partageaient le secteur des poids lourds, le premier constructeur "full-line" allant des véhicules légers (camionnettes) aux poids lourds était né.
De graves problèmes financiers ont conduit la société, à la fin de l'année 1970, à céder le solde du capital d'Hanomag-Henschel à Daimler-Benz AG pour un montant arrêté à 140 millions de DM. Daimler-Benz négocia cette somme avec un échange de sa participation dans les aciéries Hanomag Rhin.
Ceci marquera la fin de la marque Hanomag Henschel. Bien que Daimler-Benz s'en soit défendue, les modèles Hanomag-Henschel restés en production ont reçu toujours plus de composants Mercedes-Benz alors qu'une nouvelle gamme de moteurs bien plus performants était déjà en cours d'homologation. Bien que la gamme Hanomag-Henschel venait combler des nombreuses lacunes existantes dans la gamme Mercedes-Benz, ils auraient dû rester encore longtemps en fabrication. Plusieurs modèles ont été vendus pour une période transitoire en parallèle à la fois sous les marques Hanomag-Henschel et Mercedes-Benz, comme le Harburger Transporter qui sera produit jusqu'en 1978. D'autres modèles non encore lancés par Hanomag-Henschel, l'ont été directement sous la marque Mercedes-Benz qui, à l'époque, n'avait aucun modèle dans ce créneau. Mercedes ne savait pas fabriquer des véhicules à quatre roues motrices. C'est ainsi que les premiers véhicules tout terrains à l'étoile sont des produits développés à l'origine par Henschel mais portant la marque Mercedes.
Après avoir constaté le non-respect des engagements pris, en 1974, Rheinstahl Hanomag a vendu ses activités moteurs ainsi que l'usine d'Hannover-Linden à Volvo. Ces installations ont été démantelées en 1973 et Volvo a déménagé l'outil de production en Suède.

## Les véhicules produits
La gamme des véhicules issue du regroupement des deux sociétés était la même que celle de chacun de ses composante. Ce sont environ 230.000 véhicules portant le logo Hanomag-Henschel qui ont été produits entre 1969 et 1975. Plus précisément, les modèles suivants :

### Harburger Transporter
Le Harburger Transporter était un fourgon en tôle ou vitré, de taille moyenne, qui est entré dans la gamme à la suite du rachat du constructeur « Tempo » par Hanomag. Lancé en 1963 sous le nom "Tempo Matador", il deviendra Hanomag F après un restyling. Le véhicule a été construit après la fin de Hanomag-Henschel, par Mercedes-Benz jusqu'en 1978.

### série F
La gamme de camions moyens de la série F Hanomag-Henschel a été conçue par Hanomag. Lancée en 1967 par Hanomag-Henschel, la gamme comprenait les type F 45, F 46, F 55, F 65, F 66, F 75, F 76 et F 86. tous étant fabriqués à Brême. Sa fabrication a pris fin en 1973 sur décision de Mercedes-Benz alors que cette série connaissait un grand succès en Allemagne. Le constructeur de camions autrichien Steyr (entreprise) a repris le modèle avec de légères modifications à l'avant et a poursuivi sa fabrication pendant un certain temps.

### Mercedes-Benz T2
Le Mercedes-Benz T2, est un grand fourgon ou un camion léger, à mini capot saillant, commercialisé de 1971 à 1974 sous la marque Hanomag-Henschel. Le véhicule était fabriqué dans l'usine Daimler-Benz de Düsseldorf. Les désignations de type F 40, F 46, F 55 et F 65 concernaient les camionnettes et les type F40 B, F 45 B et F 45-OB les minibus.

### Les camions moyens
Les camions de poids moyen Hanomag-Henschel avec une cabine moderne ont tous été développés par Hanomag, mais volontairement "badgés" Henschel en 1969.

### Les camions lourds
Les camions lourds Hanomag-Henschel étaient équipés de cabines à capot depuis l'origine en 1961 dans la gamme Henschel.
À partir de 1969 les cabines avancées à la mode italienne sont apparues dans la gamme avec calandre lisse et large. À la suite de la reprise d'Hanomag-Henschel par Daimler-Benz, les modèles ont été adaptés pour passer rapidement à la technologie Mercedes-Benz. Face à la demande quasi généralisée de cabines avancées, la fabrication des modèles avec cabines à capot fut arrêtée en 1974.

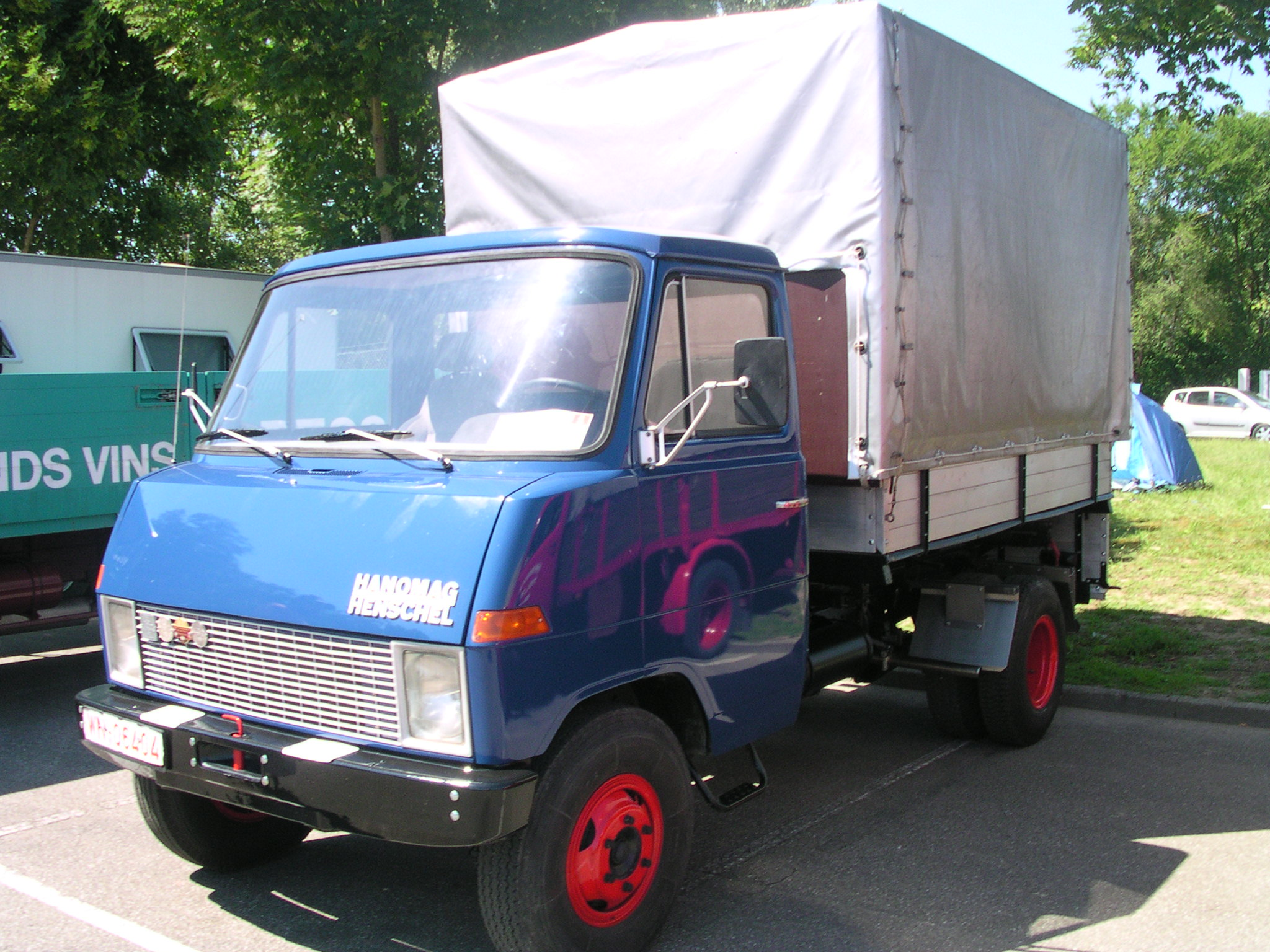
Un F 55
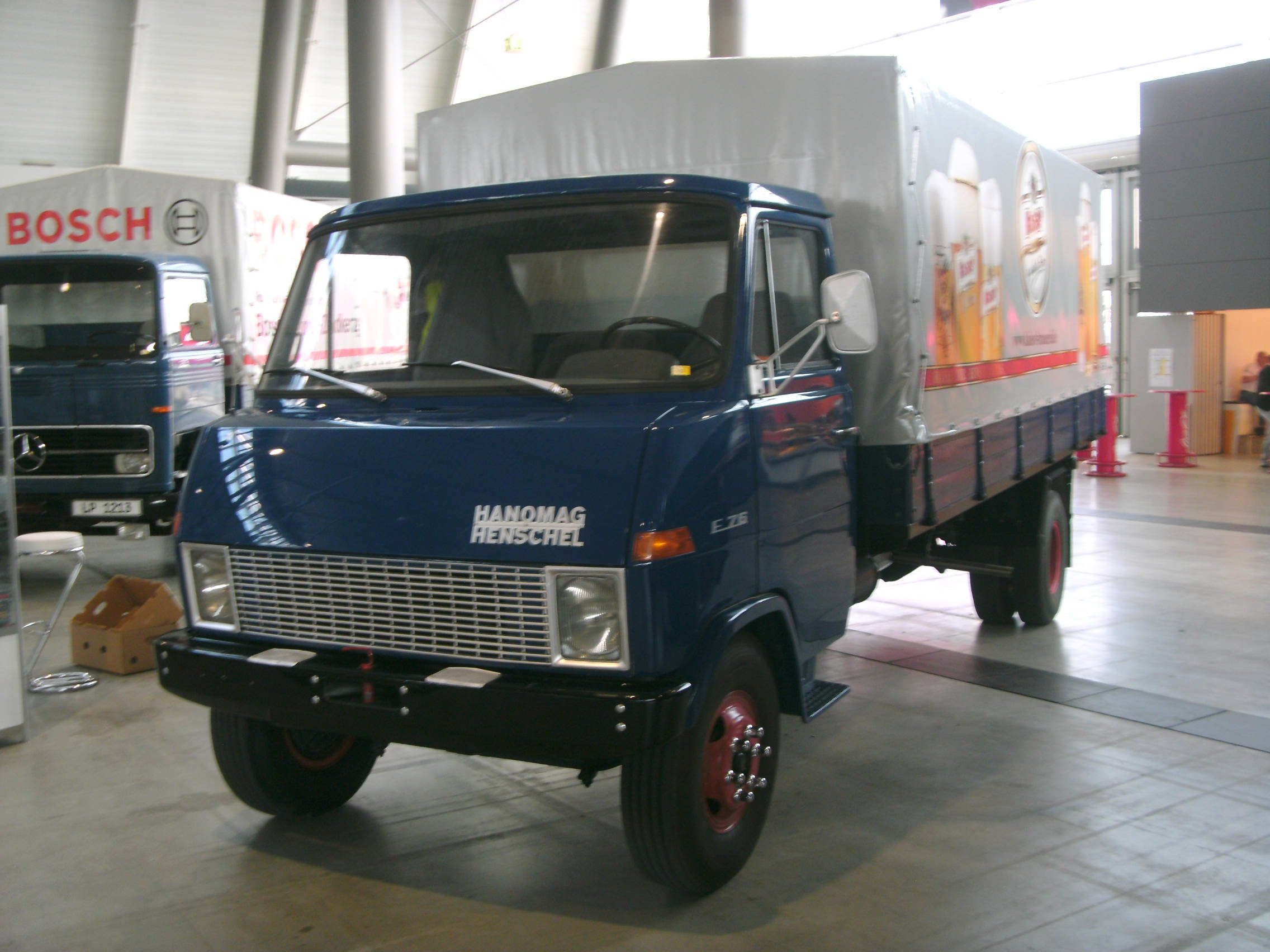
Un F 76
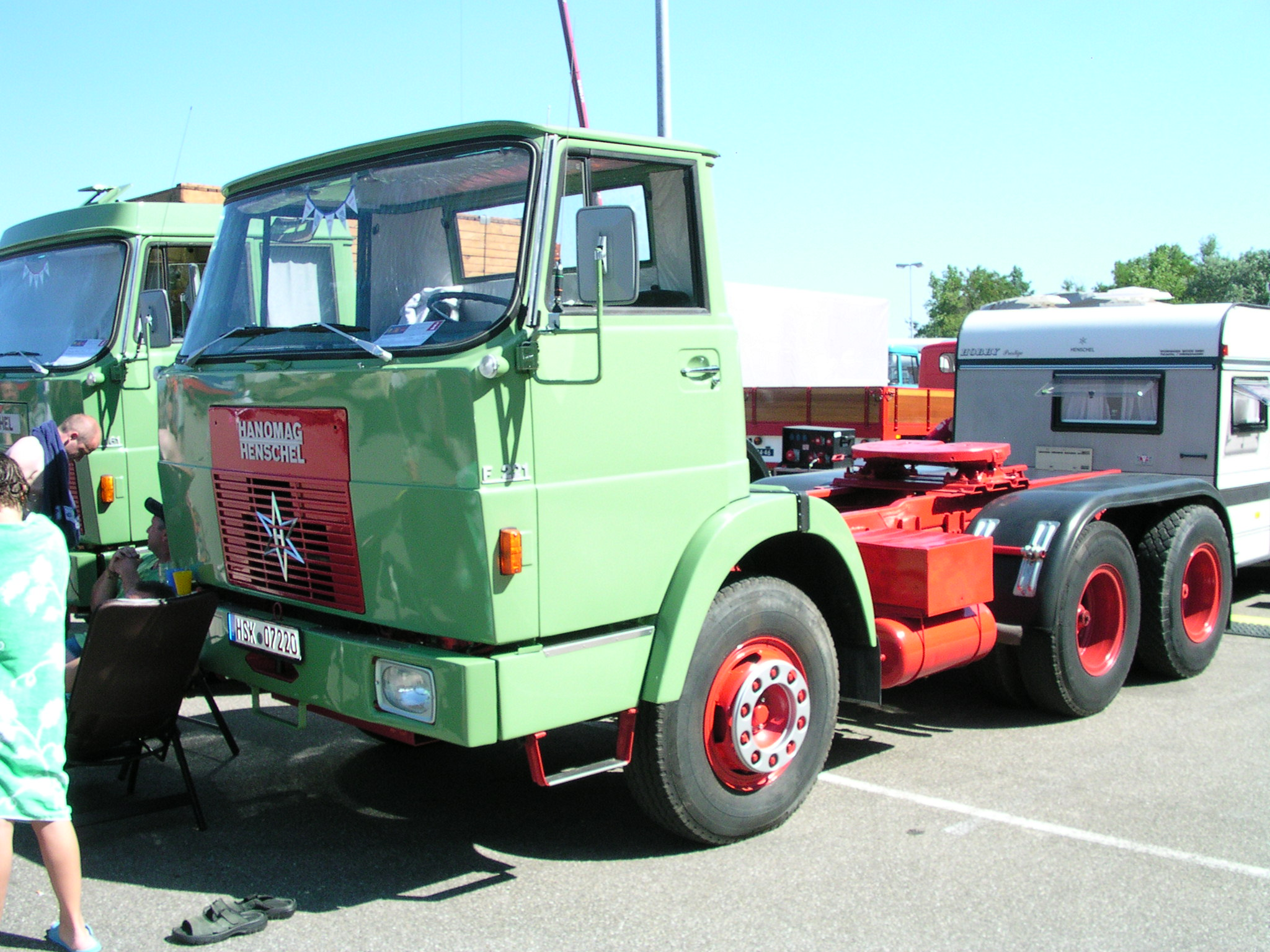
Un F 201 S1 avec cabine avancée
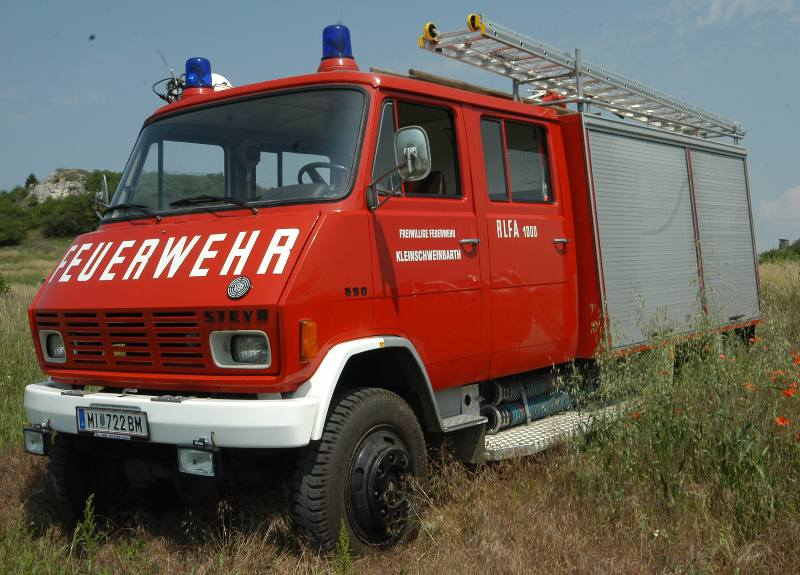
Un Steyr 690 version pompiers
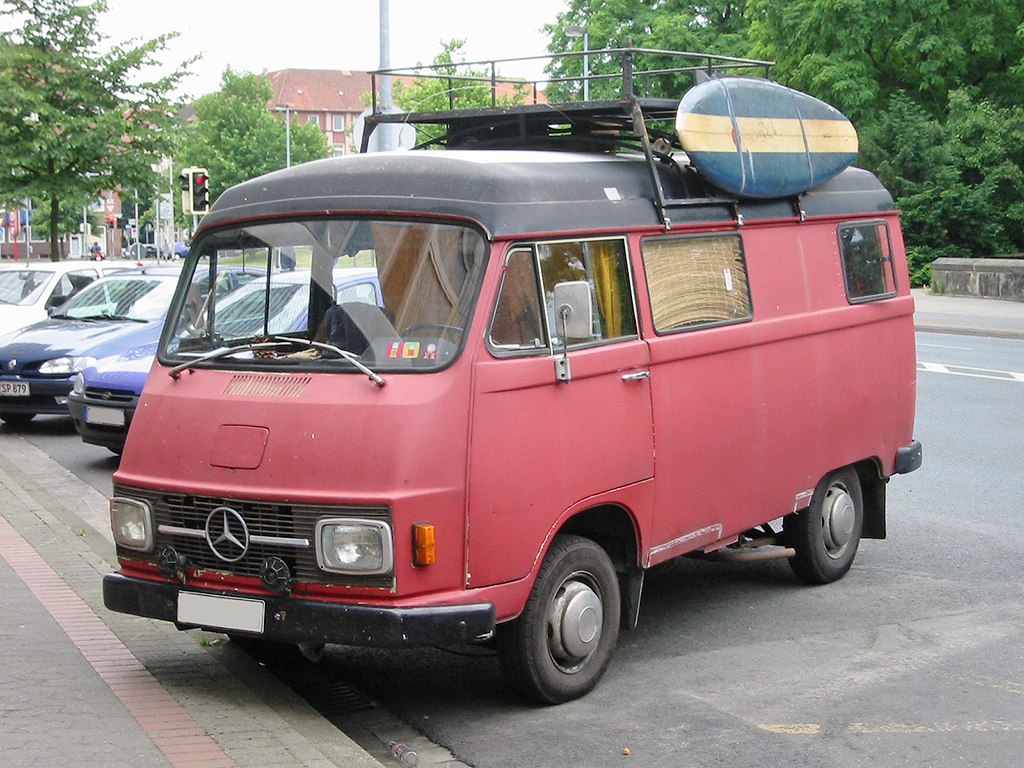
Harburger Transporter avec logo Mercedes-Benz

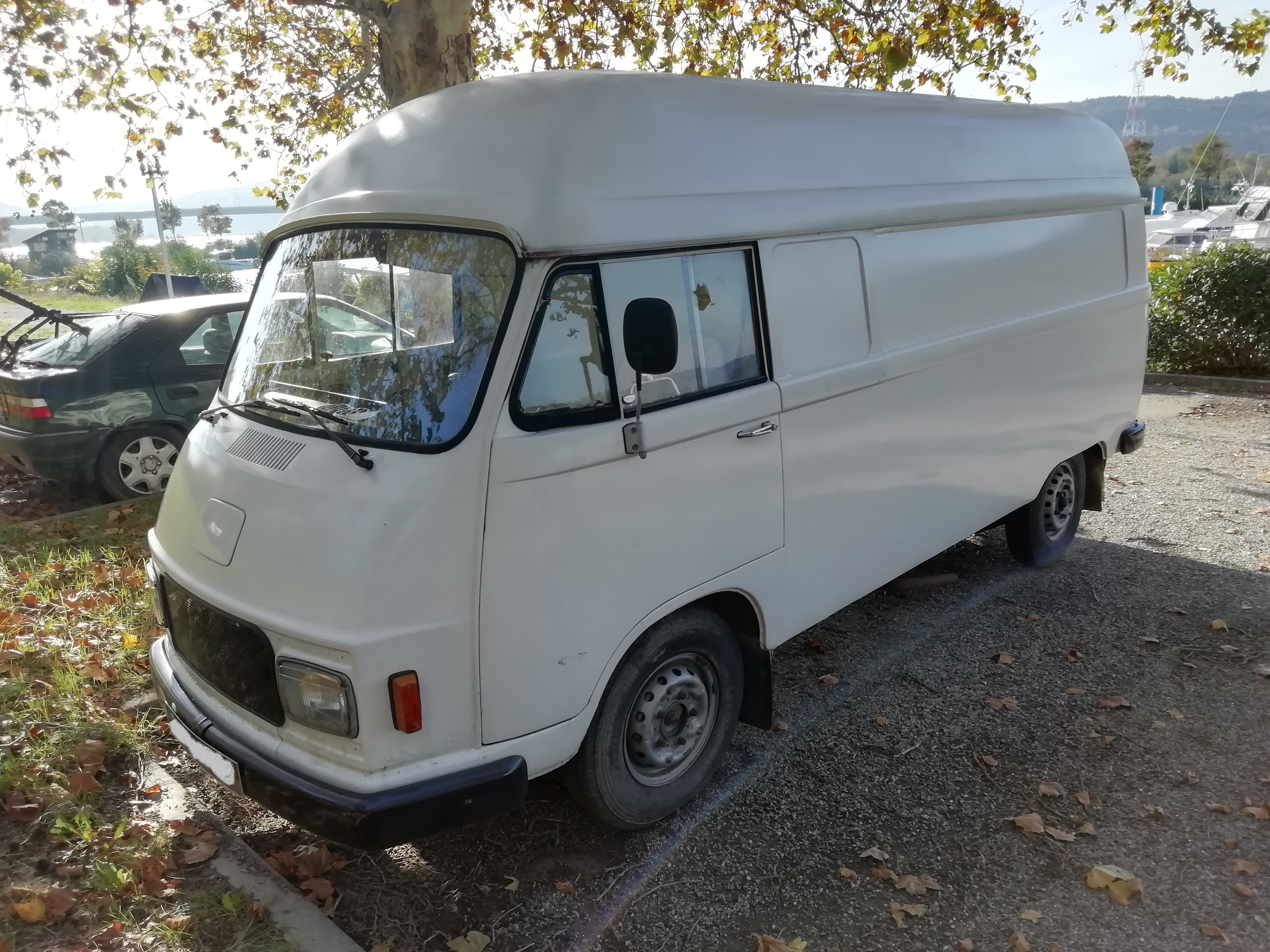
Harburger Transporter

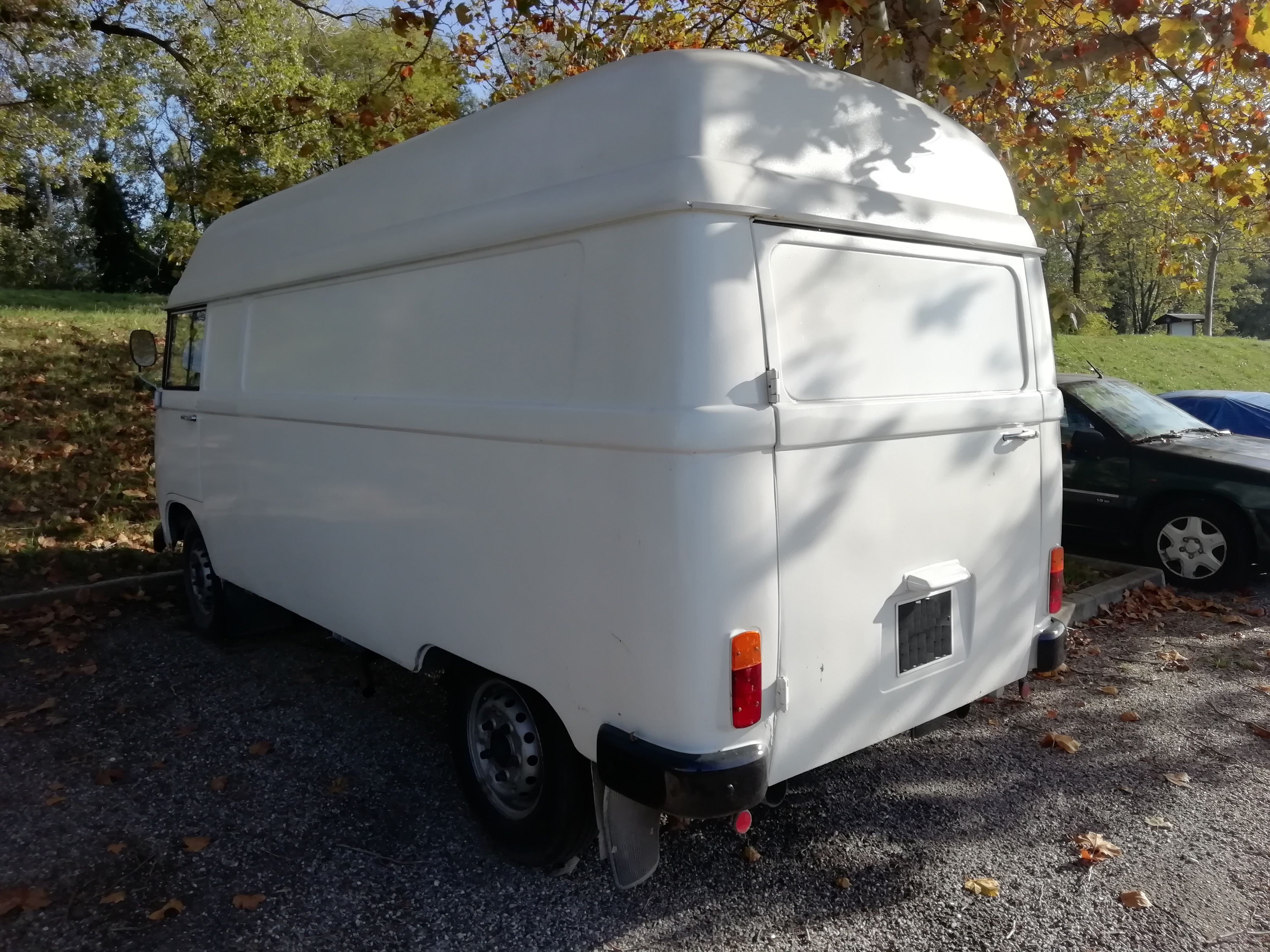
Harburger Transporter